# Thule I
|  | Denne artikel er oprettet af botten Steenthbot ud fra en ekstern database. Den kan derfor have sproglige fejl eller mangler. Denne skabelon kan fjernes efter kontrol af indholdet. |

Thule I er en dansk dokumentarfilm fra 1938 instrueret af Jette Bang.

## Handling
Eskimoernes hverdag, slædetur over indlandsisen, bygning af snehytte.